# Uncle Tom's Caboose
Uncle Tom's Caboose è un cortometraggio muto del 1920 sceneggiato e diretto da James D. Davis.

## Produzione
Il film fu prodotto dalla Century Film.

## Distribuzione
Distribuito dall'Universal Film Manufacturing Company, il film - un cortometraggio in due bobine - uscì nelle sale cinematografiche USA il 27 ottobre 1920.